# Gliese 86
Gliese 86 (GJ 86) é uma estrela na constelação de Eridanus. Tem uma magnitude aparente visual de 6,11, sendo visível a olho nu em excelentes condições de visualização. De acordo com sua paralaxe, medida com precisão pela sonda Gaia, é uma estrela próxima a uma distância de apenas 35,18 anos-luz (10,79 parsecs) da Terra. Fez sua maior aproximação ao Sol há cerca de 36 mil anos, quando chegou a uma distância mínima de 31,5 anos-luz (9,67 parsecs) do Sol.
Este é um sistema binário composto por uma estrela de classe K da sequência principal primária e uma anã branca secundária. Em 1998, o Observatório Europeu do Sul anunciou a descoberta de um planeta extrassolar massivo orbitando a estrela primária.

## Componentes estelares
O componente primário do sistema, Gliese 86 A, é uma estrela de classe K da sequência principal com um tipo espectral de K0V, sendo semelhante ao Sol porém menor e menos brilhante, com 83% da massa solar, 79% do raio solar e 42% da luminosidade solar. Tem uma temperatura efetiva na sua fotosfera de aproximadamente 5 200 K e uma velocidade de rotação projetada de 2 km/s.
Sua estrela companheira, Gliese 86 B, foi inicialmente detectada como uma tendência linear na velocidade radial da primária, uma vez que o movimento orbital do planeta foi retirado. A proximidade do sistema motivou sua detecção direta, e em 2001 observações infravermelhas revelaram um objeto a uma separação de 1,7 segundos de arco da primária, que inicialmente suspeitou-se ser uma anã marrom com 70 massas de Júpiter, insuficiente para explicar a tendência na velocidade radial. Observações subsequentes detectaram o movimento orbital desse objeto e mostraram que ele é uma anã branca, já que seu espectro não apresenta sinais de absorção molecular que são típicos das anãs marrons. Uma anã branca com massa de cerca de 0,5 massas solares é consistente com a variação na velocidade radial.
O arco de observação da órbita de Gliese 86 B, de 11,5 anos, é pequeno demais para a determinação dos parâmetros orbitais. Como base na fração limitada da órbita observada, estima-se que ela tenha um período de 120 a 481 anos, excentricidade entre 0,00 e 0,61, semieixo maior entre 27,8 e 69,8 UA e uma inclinação próxima de 120°.
Ao contrário da maioria das estrelas que possuem planetas gigantes, Gliese 86 A tem um baixo conteúdo metálico, possuindo apenas 54% da proporção solar de ferro. A baixa metalicidade junto com um uma alta velocidade espacial, representada por (U, V, W) = (-87, -68, -20) km/s, indicam que Gliese 86 tem uma alta idade de cerca de 10 bilhões de anos, pertencendo à transição entre o disco fino e o disco espesso da Via Láctea. Estima-se que o progenitor da anã branca tinha originalmente uma massa de 1,11 massas solares, tendo passado 8 bilhões de anos na fase de sequência principal, então 0,7 bilhões de anos como uma gigante (quando perdeu boa parte de sua massa) e 1,25 bilhões de anos como anã branca, período em que esfriou até sua temperatura atual de 8 200 K.

## Sistema planetário
Em 1998, o Observatório Europeu do Sul anunciou a descoberta de um planeta extrassolar massivo orbitando Gliese 86 A. A descoberta foi feita com espectroscopia Doppler a partir de observações pelo espectrógrafo CORALIE, montado no Telescópio Leonhard Euler, no Observatório de La Silla. A velocidade radial da estrela apresenta uma grande variação periódica com uma semiamplitude de 380 m/s, correspondendo ao movimento orbital causado por um planeta próximo, mais uma tendência linear de 131 m/s por ano causada por Gliese 86 B.
O planeta é um Júpiter quente com uma massa mínima de 3,9 vezes a massa de Júpiter. Está orbitando próximo da estrela a uma distância de apenas 0,11 UA, levando 15,76 dias para completar uma órbita. Sua órbita é quase circular com uma excentricidade de 0,04.
Um estudo dinâmico mostrou que, na configuração atual do sistema, a existência de planetas estáveis na zona habitável de Gliese 86 A é possível. No entanto, a evolução de Gliese 86 B pela fase de gigante e a migração do planeta massivo até sua posição atual podem representar dois problemas para a existência de planetas habitáveis no sistema.
| Planeta | Massa          | Semieixo maior (UA) | Período orbital (dias) | Excentricidade  |
| ------- | -------------- | ------------------- | ---------------------- | --------------- |
| b       | 3,91 ± 0,32 MJ | 0,1130 ± 0,0065     | 15,76491 ± 0,00039     | 0,0416 ± 0,0072 |